# Дмитровка (река, впадает в Кубенское озеро)
Дмитровка — река в России, протекает по Вологодскому району Вологодской области.
Река образуется слиянием рек Староселка и Ивлевская. Устье реки находится у озера Кубенское (вытекает река Сухона). Длина реки по данным государственного водного реестра России — 13 км, однако очевидно, что в реестре длина дана либо с Староселкой либо с Ивлевской (с Моисеевкой).
Река пересекает автодорогу А119, ниже у реки стоят деревни Щетинино и Минино.
Вблизи приустьевой части Дмитровки, на обращённом в сторону Кубенского озера возвышенном крае современной пойменной и первой надпойменной террас, в акватории Заболотского палеоозера находятся стоянки эпохи мезолита и неолита — Минино II и Минино I, для которых получены радиоуглеродные даты — 8400±40 — 9435±40 л. н. и 6165±45 — 9435±55 л. н. соответственно. На западном берегу Кубенского озера у деревни Минино в устье реки Дмитриевки (Карачевки) находится комплекс средневековых памятников. Селище Минино I (разрезы 3, 6, 7) площадью почти 1,5 га занимает центральное место в этой локальной группе. К XI—XIII векам относятся погребения, оставленные древнерусским населением. Анализ митохондриальной ДНК по 12 образцам из средневековых погребений могильника Минино II показал, что у 10 индивидов выявлен митотип гаплогруппы Н, у одного — митотип гаплогруппы Н с нуклеотидной заменой 16129 G-A, у одного — митотип гаплогруппы I с нуклеотидными заменами 16129 G-A, 16223 C-T.

## Данные водного реестра
По данным государственного водного реестра России относится к Двинско-Печорскому бассейновому округу, водохозяйственный участок реки — озеро Кубенское и реки Сухона от истока до Кубенского гидроузла, речной подбассейн реки — Сухона. Речной бассейн реки — Северная Двина.
Код объекта в государственном водном реестре — 03020100112103000005085.